# Nacho Murgui
Ignacio «Nacho» Murgui Parra (Madrid, 26 de abril de 1972) es un activista vecinal español, concejal del Ayuntamiento de Madrid desde 2015. Durante la corporación 2015-2019 del consistorio, ha ejercido de delegado de Coordinación Territorial y Asociaciones, de segundo teniente de alcalde y de concejal-presidente de la Junta Municipal de distrito de Retiro.

## Biografía
Natural del barrio de Adelfas de Madrid, Murgui formó parte desde su adolescencia del movimiento antimilitarista, declarándose insumiso para realizar el servicio militar obligatorio entonces vigente.
Volcado en el asociacionismo vecinal, en 1991 participó en la creación del Centro Social Seco, nacido de la okupación del Colegio Juventud, del barrio en el que reside Murgui, Adelfas. El centro estuvo activo hasta 2007.
En 1995, junto con otros tres componentes, formó la banda de hip-hop Hechos Contra el Decoro, con el que llegó a publicar dos discos hasta su abandono de la formación en 1999.
En mayo de 2007 fue nombrado presidente de la Federación Regional de Asociaciones Vecinales de Madrid (FRAVM). La Federación se convirtió en una parte muy activa de las movilizaciones relacionadas con el 15-M. 
Murgui dimitió de la presidencia de la FRAVM en marzo de 2015 para participar en las primarias de Ahora Madrid, en las que fue elegido número dos.
Tras las elecciones municipales celebradas el 24 de mayo de 2015 y el posterior nombramiento como alcaldesa de Madrid de Manuela Carmena, cabeza de lista de Ahora Madrid, Ignacio Murgui se convierte en concejal de Coordinación Territorial y Asociaciones, en el segundo teniente de alcalde de la capital de España, además de concejal-presidente de la Junta Municipal de distrito de Retiro.